# Daniel Wells
Daniel Wells (ur. 31 lipca 1988 w Neath) – walijski zawodowy snookerzysta. W gronie zawodowców od 2008 roku. Pierwszy stypendysta Paul Hunter Scholarship. Plasuje się na 82. miejscu pod względem zdobytych setek w profesjonalnych turniejach, ma ich łącznie 109.

## Kariera zawodowa
Dzięki stypendium mógł ćwiczyć w World Snooker Academy w Sheffield razem z takimi zawodowcami jak Peter Ebdon i Ding Junhui. Wells zakwalifikował się do Main Touru na sezon 2008/2009 dzięki piątemu miejscu w Pontins International Open Series.

### Sezon 2008/2009
W swoim pierwszym turnieju rankingowym – Northern Ireland Trophy, Wells wygrał w pierwszym meczu kwalifikacyjnym, pokonując Jin Longa 5-3. Przegrał jednak w drugiej rundzie z Barry Pinchesem 1-5.
W turnieju Shanghai Masters scenariusz był podobny: w pierwszej rundzie kwalifikacji wygrał z Wayne Cooperem 5-3, w drugiej zaś przegrał zw swoim rodakiem Ianem Preecem 1-5.
Walkę o udział w Grand Prix przegrał już w pierwszej rundzie kwalifikacji przegrywając 4-5, tym samym uznając wyższość zawodnika z Holandii – Stefana Mazrocisa.
W kwalifikacjach do Bahrain Championship doszedł do trzeciej rundy. W pierwszym meczu nie miał przeciwnika, dzięki czemu walkę o udział w fazie zasadniczej turnieju rozpoczął dopiero w drugiej rundzie. Tam spotkał się z Liu Songiem pokonując go 5-2. W trzeciej rundzie rozegrał pojedynek ze snookerowym weteranem Johnem Parrottem, który zakończył się przegraną Wellsa 3-5.
Kwalifikacje do UK Championship zakończył w pierwszej rundzie przegrywając z Chińczykiem Li Hangiem 3-9.
Na drodze do fazy zasadniczej nierankingowego turnieju Masters pokonał kolejno: w pierwszej rundzie Jimmy'ego Michie 4-0, w drugiej rundzie Lianga Wenbo 5-4. W trzeciej rundzie jednak przegrał w ostatnim framie z Fergalem O’Brienem 4-5.
W kwalifikacjach do Welsh Open w pierwszej rundzie pokonał Australijczyka Chrisa McBreena 5-0, w drugiej zaś Anglika Andrew Normana 5-4. Przegrał w trzeciej rundzie pokonany przez Toma Forda 2-5.
Kwalifikacje do China Open zakończył w drugiej rundzie pokonując najpierw Wayne'a Coopera 5-2, później jednak przegrywając z Rodem Lawlerem 4-5.
Najlepszym występem Daniela Wellsa w sezonie 2008/2009 był udział w kwalifikacjach do Mistrzostw świata. Podczas tych kwalifikacji rozegrał w sumie 76 frame'ów, bowiem doszedł do czwartej (ostatniej) rundy, a wszystkie mecze rozstrzygały się w ostatnich partiach. Pokonał kolejno: Li Hanga, Iana Preece'a oraz Marcusa Campbella. Przegrał w ostatniej rundzie pokonany przez Barry'ego Hawkinsa.
W swoim pierwszym sezonie, w Main Tourze wygrał 11 meczów a przegrał 9.
Dzięki udziałowi w kwalifikacjach do wszystkich turniejów rankingowych i niezłym wynikom, w światowym rankingu na sezon 2009/2010, Daniel Wells sklasyfikowany został na 68. pozycji.

### Sezon 2009/2010
W sezonie 2009/2010, Daniel Wells startował w kwalifikacjach do wszystkich sześciu turniejów rankingowych. Uczestniczył także w kwalifikacjach do nierankingowego turnieju Masters.
W kwalifikacjach do turnieju Shanghai Masters wygrał w pierwszym meczu pokonując swojego rodaka Iana Preece'a 5-3. W drugiej rundzie jednak przegrał z Irlandczykiem Joem Delaneyem 3-5.
Kwalifikacje do Grand Prix potoczyły się podobnie do poprzednich. W pierwszym pojedynku zwyciężył nad Samem Bairdem 5-2. W drugim meczu lepszym zawodnikiem jednak okazał się Barry Pinches, który pokonał Wellsa 2-5.
Walka o udział tego snookerzysty w fazie zasadniczej turnieju UK Championship zakończyła się już w pierwszej rundzie. Pokonany został przez Michaela White'a wynikiem 8-9.
W kwalifikacjach do nierankingowego turnieju Masters doszedł do drugiej rundy. W pierwszej pokonał Anglika Jimmy Robertsona 4-1, w drugiej zaś przegrał z późniejszym triumfatorem kwalifikacji Rory McLeodem 0-5.
Udział w kwalifikacjach do Welsh Open Daniel Wells zakończył w pierwszej rundzie przegrywając z Tajlandczykiem Jamesem Wattaną 4-5. Podobnie było w kwalifikacjach do kolejnego turnieju – China Open, gdzie przegrał w pierwszym meczu z reprezentantem Anglii – Shaileshem Jogią 3-5.
Kwalifikacje do najważniejszej imprezy sezonu – mistrzostw świata nie należały do najbardziej udanych. Zakończył je już w pierwszej rundzie przegrywając z Anglikiem – Davidem Grayem 7-10.
Ten sezon zakończył bilansem (mecze Main Touru): 3 wygrane i 7 przegranych.
Z powodu niezbyt udanych wyników osiągniętych w tym sezonie, Daniel Wells spadł o 15 pozycji w światowym rankingu na sezon 2010/2011 i został sklasyfikowany na 83. miejscu.

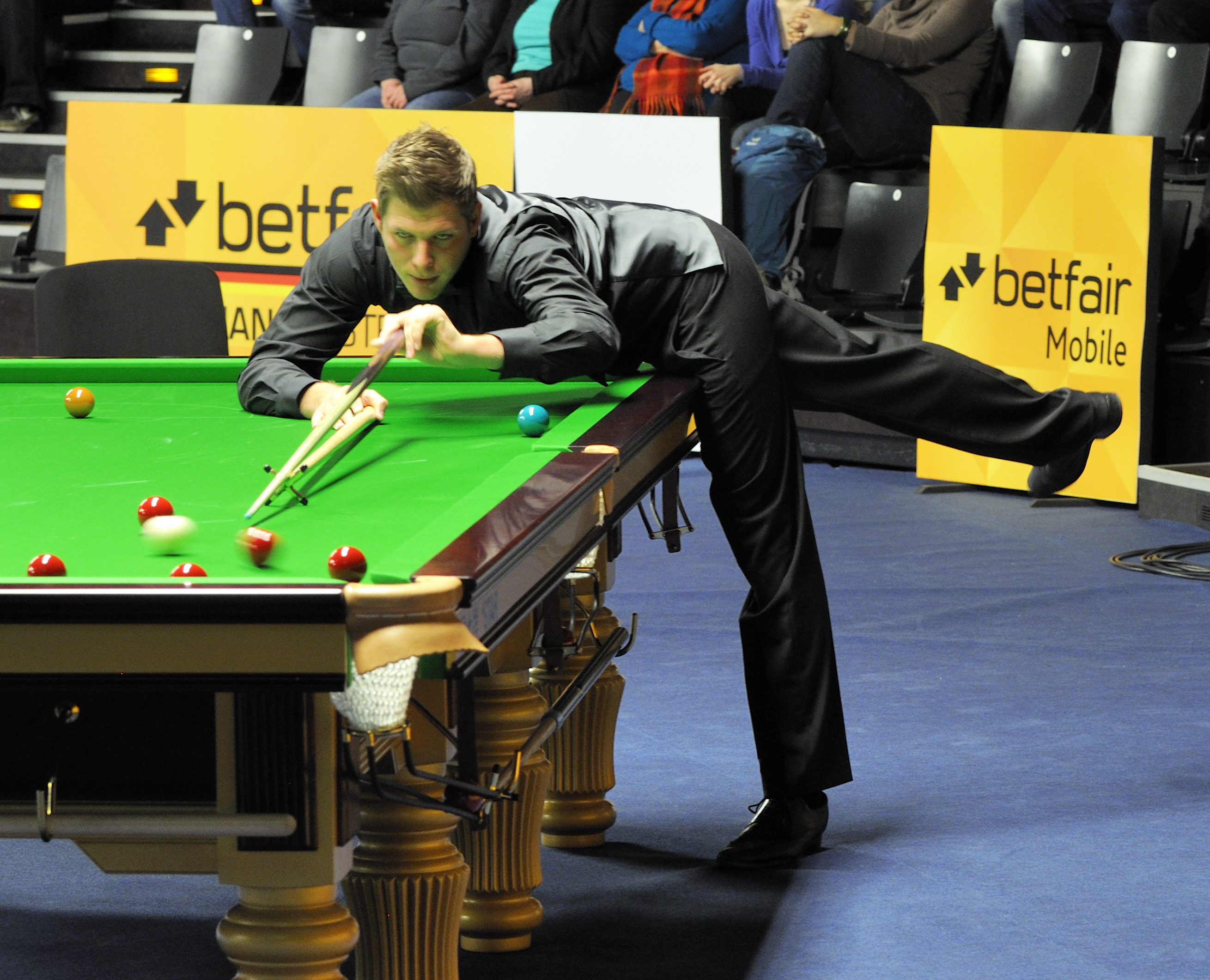
Daniel Wells (2013)